# Ha Thanh Špetlíková
Hà Thanh Špetlíková, rozená Hà Thanh Nguyễn, (* 18. března 1989 Hanoj) je česká kostýmní výtvarnice a herečka vietnamského původu.

## Život a kariéra
V České republice žije od svých čtyř let. V ČR žila na mnoho místech - Chomutov, Hřensko, Františkovy Lázně, Zábřeh, Třeboň, České Velenice, Nová Bystřice. V Praze žije od roku 2004. Vystudovala střední oděvní školu a poté scénografii na katedře alternativního a loutkového divadla na Divadelní fakultě Akademie múzických umění v Praze.
Od roku 2012 hraje v seriálu Ordinace v růžové zahradě 2. Roku 2018 dostala hlavní ženskou roli policistky ve filmu Miss Hanoi. Vedlejší role ztvárnila ve filmech: Úsměvy smutných mužů, Poupata. Hrála též v jiných seriálech (např. Rapl, Kriminálka Anděl, Specialisté). Její první divadelní rolí je čtyřiadvacetiletá Minnie v Činoherním klubu ve hře Linda Vista. Pojednává o padesátníkovi, který prochází krizí středního věku.

### Rodinný život
Byla manželkou světelného designéra Martina Špetlíka. Společně provozovali dvě kavárny, jednu z nich v Artdistrictu Pragovka. Je rozvedená a od roku 2021 žije s přírodovědcem a ochranářem Arthurem Sniegonem. Arthur léta bojuje proti pytlákům v Africe. Seznámili se, když hledal Asiatku, kterou by ozdobil šperky ze slonoviny pro reklamu ke svému projektu.